# Oppenheimer (2023)
Oppenheimer ist ein biografischer Historienfilm von Christopher Nolan, der die Lebensgeschichte des „Vaters der Atombombe“, J. Robert Oppenheimer, behandelt. Das Drehbuch adaptierte Nolan auf Basis der Oppenheimer-Biografie von Kai Bird und Martin J. Sherwin. Der Film hatte seine Weltpremiere am 11. Juli 2023 in Paris. Er kam am 20. Juli in die deutschen und österreichischen und am darauffolgenden Tag in die US-amerikanischen Kinos.
Bei der Oscarverleihung 2024 erhielt Oppenheimer bei dreizehn Nominierungen sieben Auszeichnungen, unter anderem in den Kategorien Bester Film, Beste Regie, Bester Hauptdarsteller und Bester Nebendarsteller.

## Handlung
Der Film erzählt in nicht linearer Form die Geschichte Robert Oppenheimers, des wissenschaftlichen Leiters des Manhattan-Projekts zur Entwicklung der ersten Atombombe. In Rahmenhandlungen wird durch eine Ausschussanhörung Oppenheimers 1954 und eine Senatsanhörung 1959 immer wieder auf frühere Ereignisse in Oppenheimers Leben zurückgeblickt.
1926 studiert der 22-jährige Physiker Robert Oppenheimer, ein jüdischer Amerikaner, am Cavendish-Laboratorium, dem Institut für Physik an der englischen Elite-Universität Cambridge. Er wird aber trotz seines brillanten Verstandes eher belächelt als bewundert, Freunde hat er kaum. Einmal gerät er gar in Versuchung, dem ihm verhassten Dozenten Patrick Blackett einen vergifteten Apfel zu hinterlassen. Schließlich erhält er von dem Gastprofessor Niels Bohr den Ratschlag, an die Universität Göttingen zu gehen, wo insbesondere an dem für Oppenheimer interessanten Feld der Quantenmechanik geforscht wird. Während seiner Zeit in Europa schließt er Freundschaft mit dem Physiker Isidor Isaac Rabi und lernt auch Werner Heisenberg kennen.
Nach einigen Jahren kehrt Robert Oppenheimer in die Vereinigten Staaten zurück und lehrt an der University of California, wo er die in den USA bis dahin wenig beachtete Quantenphysik bekannter macht. Während dieser Zeit lernt er weitere Physiker wie den Nobelpreisträger Ernest Lawrence kennen, aber auch zwei Frauen, die sein Leben bestimmen: zunächst die Psychiaterin und überzeugte Kommunistin Jean Tatlock, mit der er eine mehrjährige Beziehung hat, und schließlich die Biologin und Ex-Kommunistin Kitty Harrison, die er im Jahr 1940 heiratet. Während seiner Zeit in Berkeley freundet sich der politisch linke Oppenheimer mit mehreren Kommunisten an und wird Mitgründer einer Gewerkschaft für universitäre Mitarbeiter. Er selbst distanziert sich aber immer wieder vom Kommunismus.
Während des Zweiten Weltkriegs (1939–1945) wird Oppenheimer von US-General Leslie R. Groves, dem militärischen Projektleiter für das Manhattan-Projekt, kontaktiert. Oppenheimer einigt sich mit Groves darauf, im US-Bundesstaat New Mexico die abgesicherte Stadt Los Alamos errichten zu lassen, in der die besten Wissenschaftler der Vereinigten Staaten an der Entwicklung der Atombombe arbeiten sollen. Oppenheimer soll die Leitung übernehmen. Er ist vor allem deshalb motiviert, da Heisenberg und weitere renommierte deutsche Physiker an einem Uranprojekt für die Nationalsozialisten arbeiten.
Rekrutiert werden für das Manhattan-Projekt unter anderem Kenneth Bainbridge, Richard Feynman, George Kistiakowsky, Hans Bethe, Edward Teller und Oppenheimers langjähriger Freund Rabi. Später können auch Ernest Lawrence und Niels Bohr für das Projekt gewonnen werden. Oppenheimers Bitte, seinen Bruder Frank in das Manhattan-Projekt einzubinden, wird vom Militär wiederholt abgewiesen. Frank war zeitweise Mitglied der Kommunistischen Partei der USA gewesen und gilt daher sicherheitstechnisch für das Militär als untragbar, da man fürchtet, er könne Geheimnisse über das Programm an die Sowjetunion verraten. Erst kurz vor der Fertigstellung der Atombombe reist Frank Oppenheimer schließlich doch an und unterstützt seinen Bruder bei den letzten Vorbereitungen. Oppenheimer ist durch das Projekt sehr beansprucht und für die psychisch angeschlagene Jean Tatlock bis auf ein letztes Treffen nicht erreichbar. Tatlock nimmt sich im Januar 1944 das Leben, was Oppenheimer schwer trifft.
Am 8. Mai 1945 endet in Europa der Zweite Weltkrieg mit der Kapitulation Deutschlands. Mehrere der an der Entwicklung der Atombombe beteiligten Wissenschaftler zweifeln nun an der Notwendigkeit der Entwicklung der Bombe. Dennoch gelingt die Fertigstellung; der Trinity-Test wird erfolgreich durchgeführt. Wenig später verkündet Präsident Harry S. Truman die Atombombenabwürfe auf Hiroshima und Nagasaki sowie die Kapitulation Japans. Oppenheimer plagen bei dem Gedanken an die über Hunderttausend Toten Schuldgefühle. Er teilt wichtigen Politikern und Militärs seine Sorgen über die Existenz einer so tödlichen Waffe mit, stößt aber auf wenig Gehör. Präsident Harry S. Truman empfängt Oppenheimer im Weißen Haus und lobt ihn zunächst dafür, den Krieg beendet und die amerikanischen Soldaten nach Hause geholt zu haben. Als Oppenheimer seine Schuldgefühle wegen der vielen zivilen Opfer in Hiroshima und Nagasaki zum Ausdruck bringt, endet jedoch das Gespräch abrupt.
In den Jahren nach dem Zweiten Weltkrieg ist Oppenheimer ein berühmter und einflussreicher Mann, der unter anderem als Vorsitzender des Beratungskomitees der amerikanischen Atomenergiebehörde Atomic Energy Commission fungiert. In dieser Funktion setzt sich Oppenheimer etwa gegen den Bau der von Edward Teller geplanten Wasserstoffbombe ein. Doch im beginnenden Kalten Krieg mit der Sowjetunion ist die amerikanische Politik nur an Aufrüstung interessiert und Oppenheimer wird zusehends als Störenfried gesehen.
1954 wird Oppenheimer eine neue Sicherheitsfreigabe verweigert, die benötigt wird, um auf viele der wichtigen und streng geheimen Informationen über das amerikanische Atomwaffenprogramm zugreifen zu können. Oppenheimer setzt sich einem für diese Angelegenheit gebildeten Ausschuss aus, um die Sicherheitsfreigabe doch noch zu erhalten. Es ist die Zeit der McCarthy-Ära und Oppenheimer werden seine Freundschaften und Kontakte mit Kommunisten vorgeworfen, teils wird ihm angedeutet, er sei selbst ein Kommunist. Hierbei fallen etwa die Namen von Jean Tatlock und seinem Bruder Frank. Ebenso hatte sich Klaus Fuchs, ein ehemaliger Mitarbeiter des Atomprogramms, als Spion für die Sowjetunion herausgestellt. Mehrere ehemalige Weggefährten wie Teller distanzieren sich vor dem Ausschuss von Oppenheimer. Am Ende entscheidet sich der Ausschuss mit zwei zu eins Stimmen, Oppenheimer die Sicherheitsfreigabe zu entziehen.
Der ehemalige Leiter der Atomenergiekommission Lewis Strauss erklärt später einem Mitarbeiter, dass er gegen Oppenheimer intrigiert habe. Oppenheimer habe ihn in einer Sitzung indirekt der Lächerlichkeit preisgegeben und ihn ein anderes Mal bei Albert Einstein schlecht geredet. Des Weiteren habe er sich geweigert, der Entwicklung der H-Bombe zuzustimmen, an der Teller bereits forschte. Strauss sorgte dafür, Oppenheimer die Sicherheitsfreigabe zu entziehen, und ließ auch den extra gebildeten Ausschuss so besetzen, dass Oppenheimer keine Chance hatte. Jedoch rächen sich die Aktionen von Strauss, als ihm im Jahr 1959 schließlich vor allem aufgrund seines Umgangs mit Oppenheimer die Bestätigung seines Amtes als Handelsminister verweigert wird, unter anderem von dem jungen Senator John F. Kennedy.
Oppenheimer hat nach 1954 einen Großteil seines politischen Einflusses verloren und kehrt in die Forschung zurück. 1963, vier Jahre vor seinem Tod, erhält er von Präsident Lyndon B. Johnson den Enrico-Fermi-Preis und ist dadurch zumindest teils wieder politisch rehabilitiert. An seiner Seite ist Kitty, die Ehe der beiden hat trotz einiger Streitereien und seiner Affäre mit Jean Tatlock alle Krisen überstanden.
In den letzten Szenen des Filmes wird offenbart, was Oppenheimer und Einstein besprachen, kurz bevor Strauss sich zu ihnen gesellt hat. Dabei ging es tatsächlich nicht um Strauss, sondern um die Frage, ob der erfolgreiche Trinity-Test eine unkontrollierte Kettenreaktion in Gang setzen und so die ganze Welt in Brand hätte setzen können. Oppenheimer befürchtet, dass genau dies geschehen sei (wenn auch anders als ursprünglich gedacht). Während Einstein sich entfernt, bleibt Oppenheimer zurück, gequält von der Vision einer von nuklearen Explosionen betroffenen Welt.

## Produktion

### Vorgeschichte

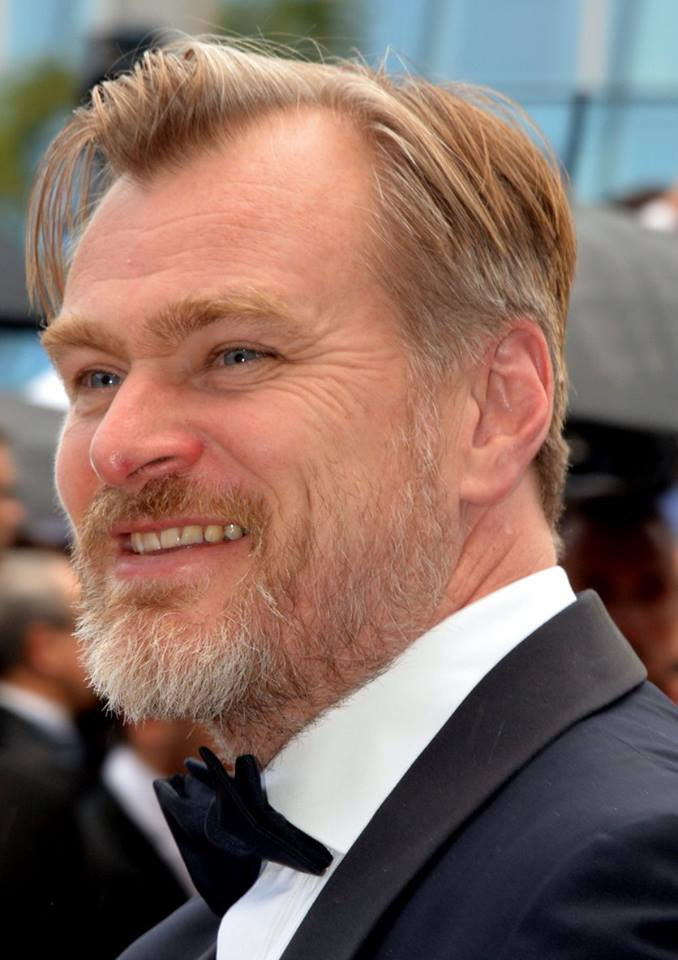
Regisseur, Drehbuchautor und Produzent Christopher Nolan (2018)

Im September 2021 wurde erstmals bekannt, dass Nolans nächstes Filmprojekt in Arbeit sei, welches sich um den Wissenschaftler J. Robert Oppenheimer drehen soll.
Aufgrund seiner angespannten Beziehung zu Warner Bros., das seine vorherigen Filme finanziert und vertrieben hatte, wandte sich Nolan für das Projekt an mehrere Filmstudios, darunter Sony Pictures, Universal Pictures, Paramount Pictures und Apple Studios. Insidern zufolge war Paramount schon früh aus der Auswahl ausgeschieden, nachdem der CEO und Vorsitzende Jim Gianopulos durch Brian Robbins, einen Befürworter von Streamingdiensten, ersetzt worden war. Zu Nolans Forderungen gehörten ein Produktionsbudget von 100 Millionen US-Dollar und ergänzend dazu ein entsprechendes Marketingbudget, eine Kinolaufzeit von mindestens 100 Tagen, Gewinnbeteiligung in Höhe von 20 Prozent der Bruttofilmeinnahmen und dass der Verleih drei Wochen vor und drei Wochen nach der Veröffentlichung des Films keinen weiteren Film veröffentlicht. Im September 2021 wurde vermeldet, dass Universal den Zuschlag erhielt.
Im Oktober 2021 wurden neben dem Titel auch Jennifer Lame, Ludwig Göransson und Hoyte van Hoytema als erneutes Team hinter der Kamera bekanntgegeben. Als Executive Producer fungierte zudem der Schauspieler James Woods.

### Casting und Besetzung

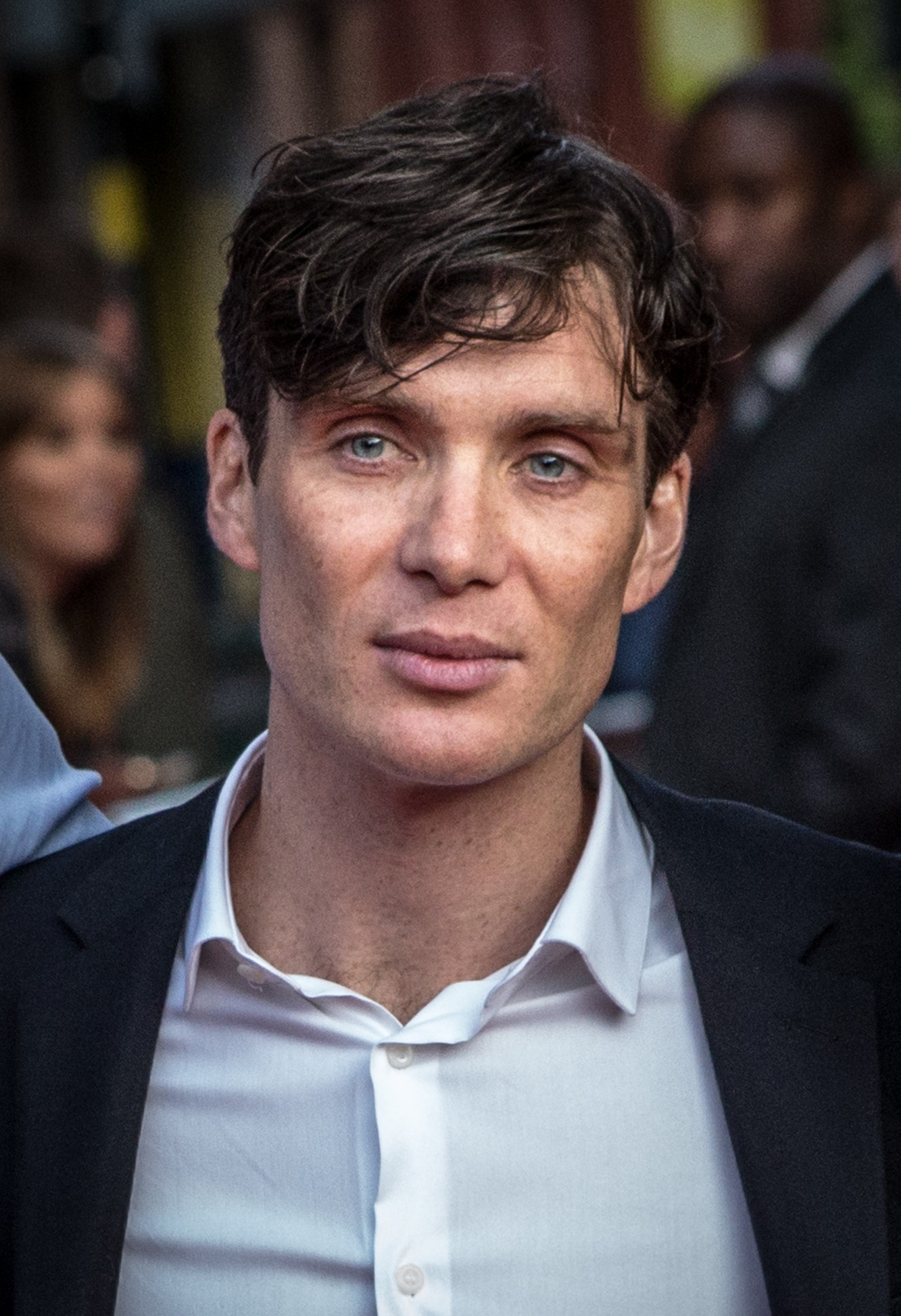
Cillian Murphy (2014)
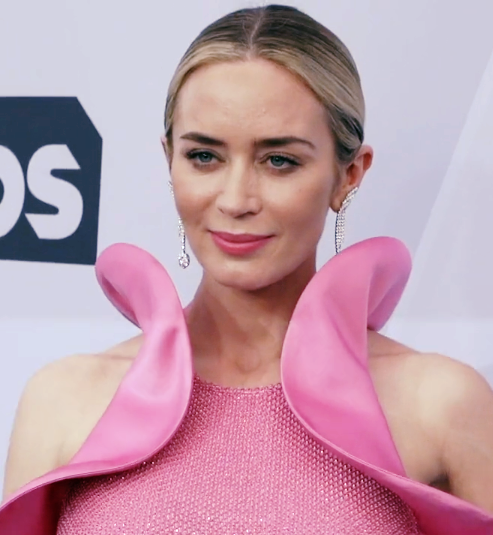
Emily Blunt (2019)
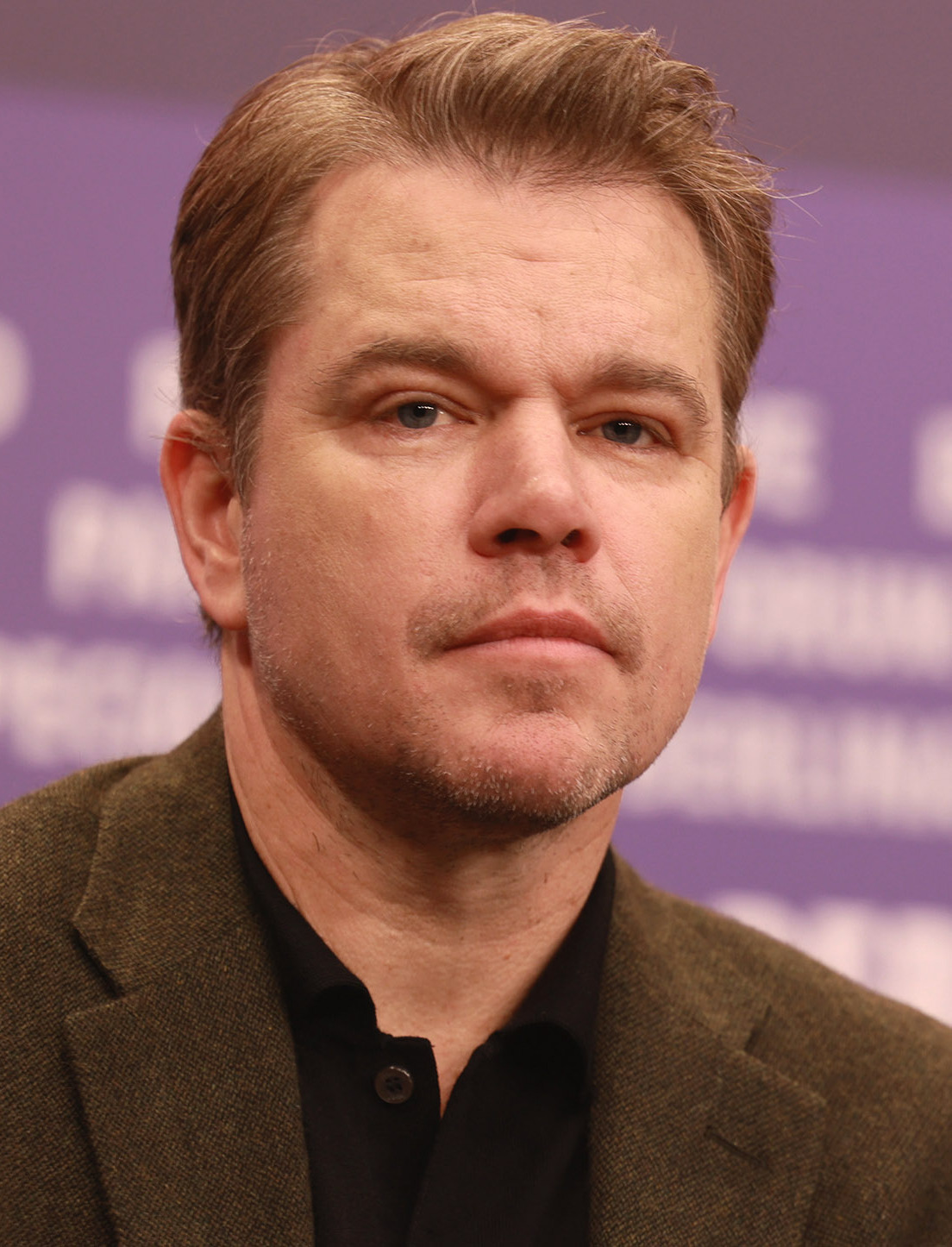
Matt Damon (2023)
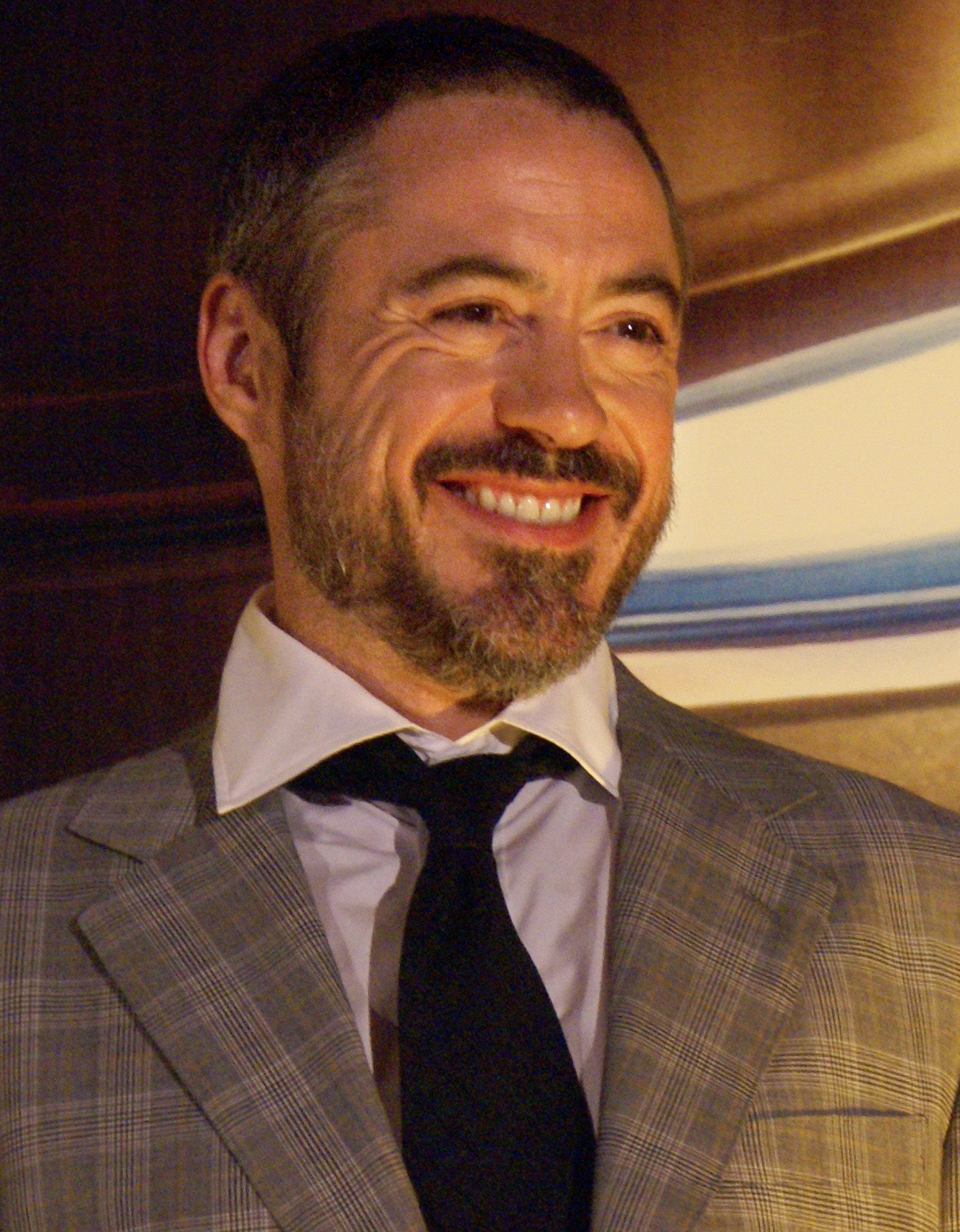
Robert Downey Jr. (2008)
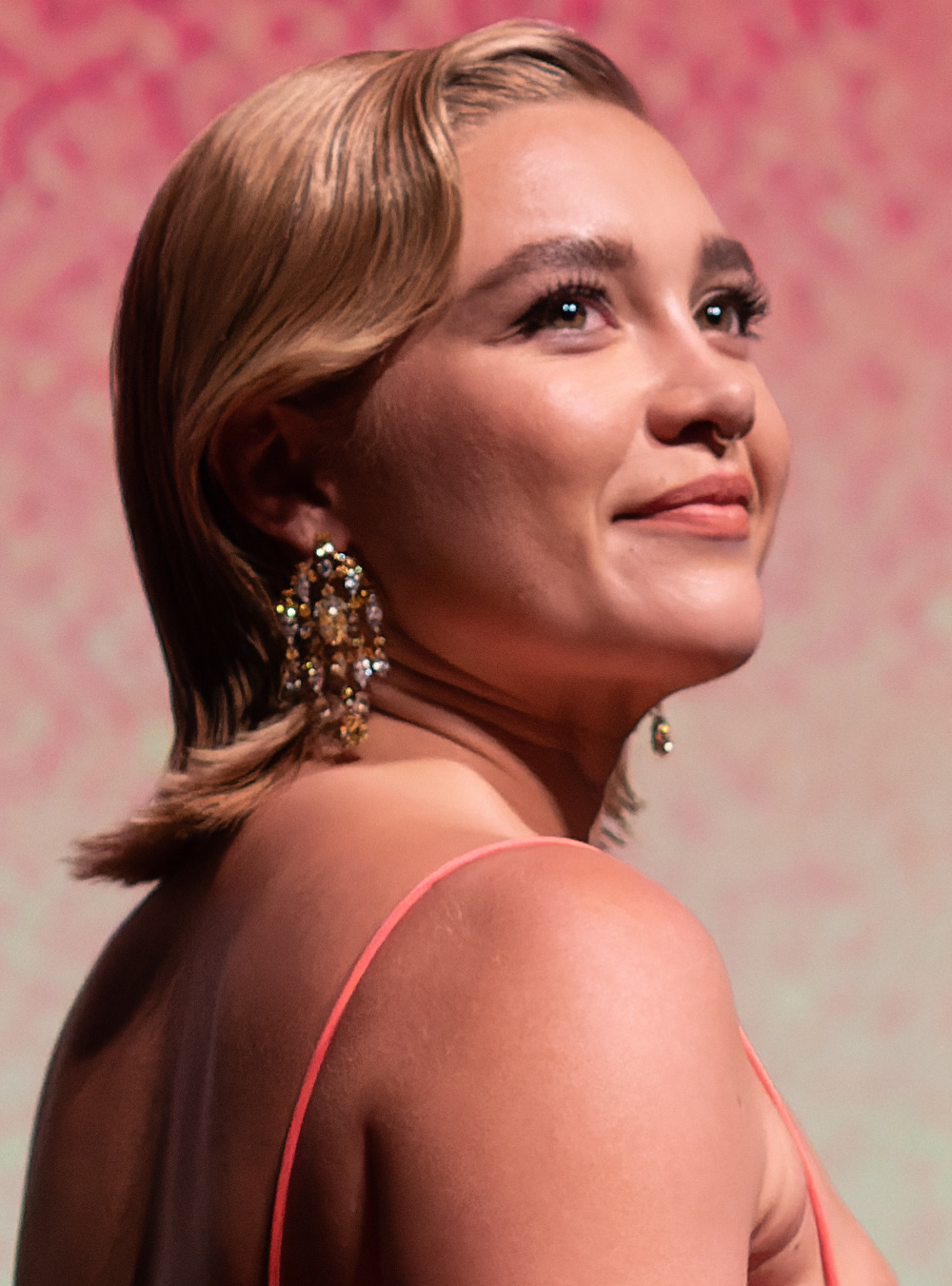
Florence Pugh (2022)
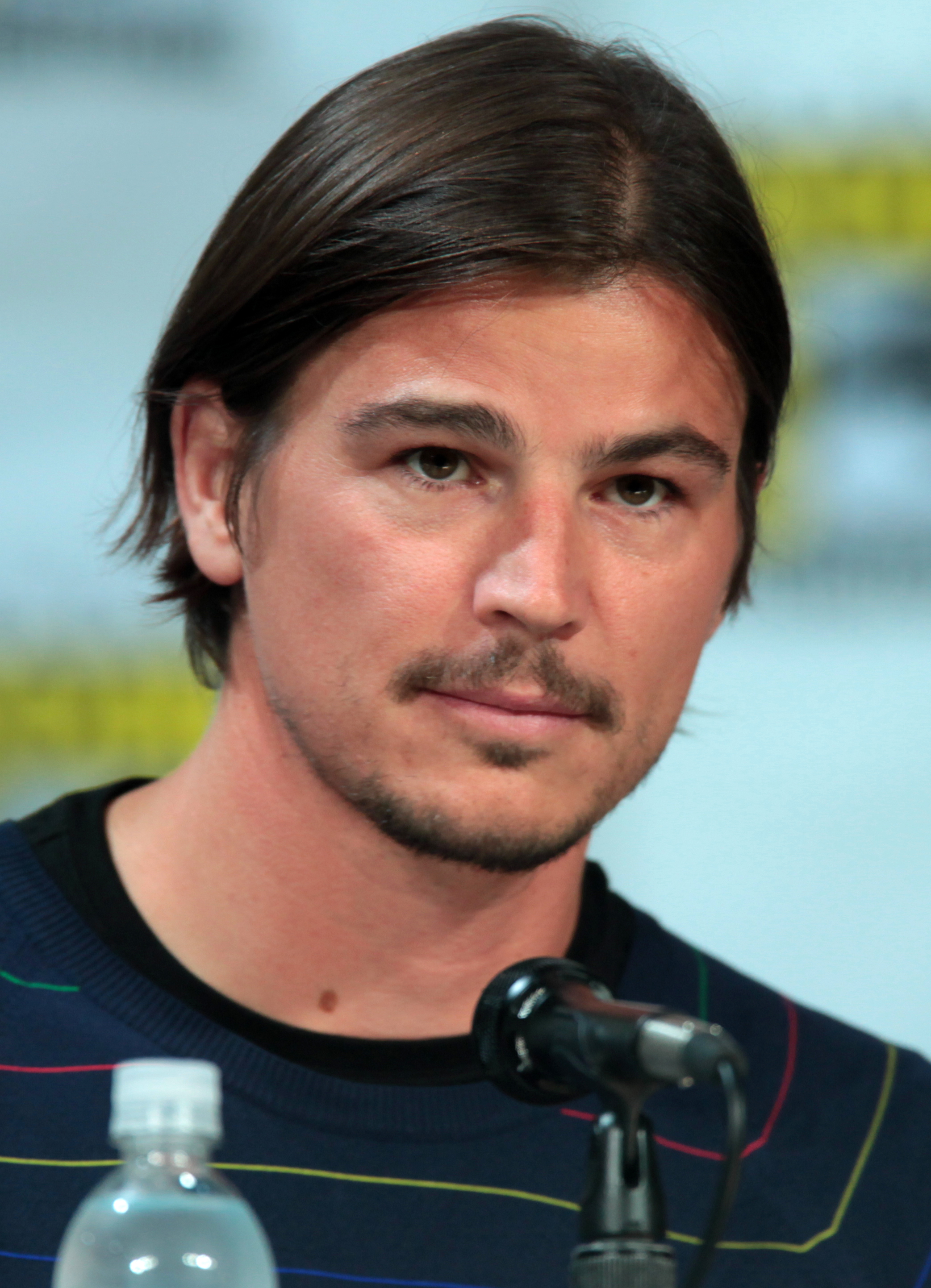
Josh Hartnett (2014)
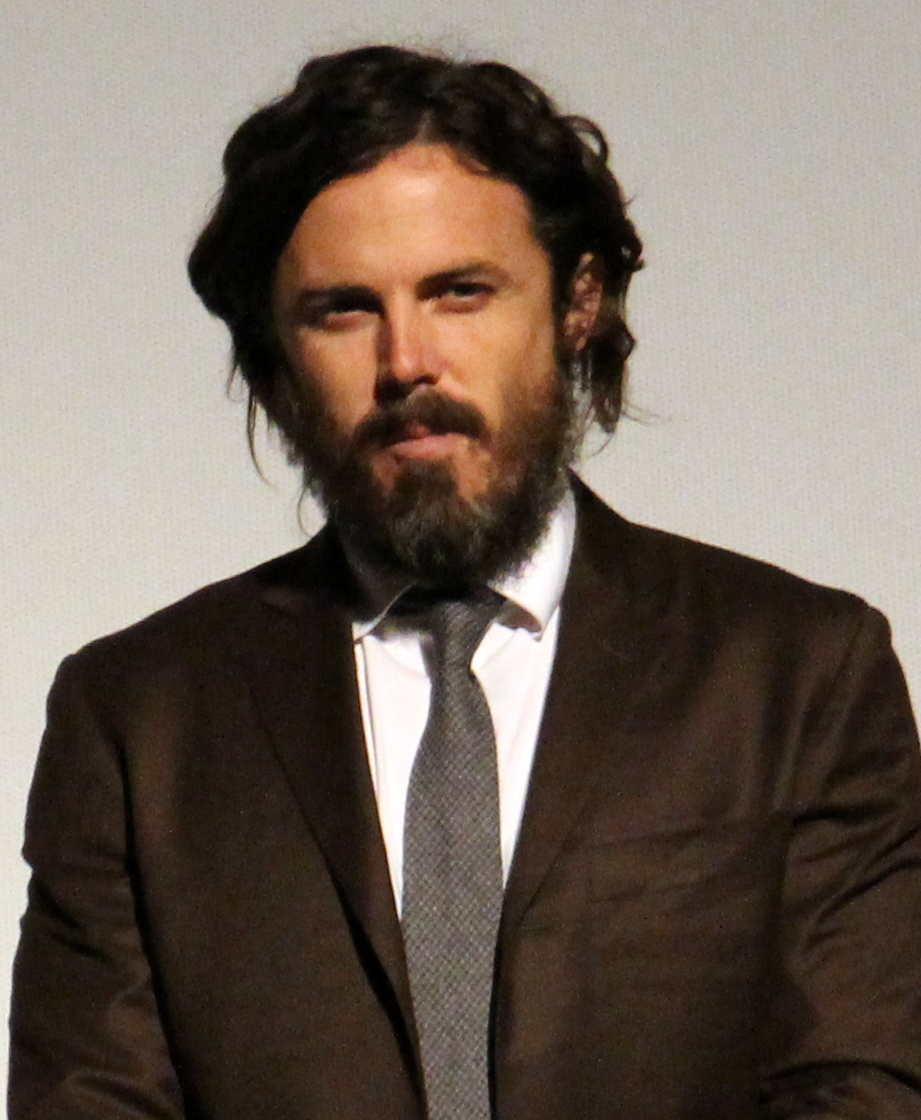
Casey Affleck (2016)
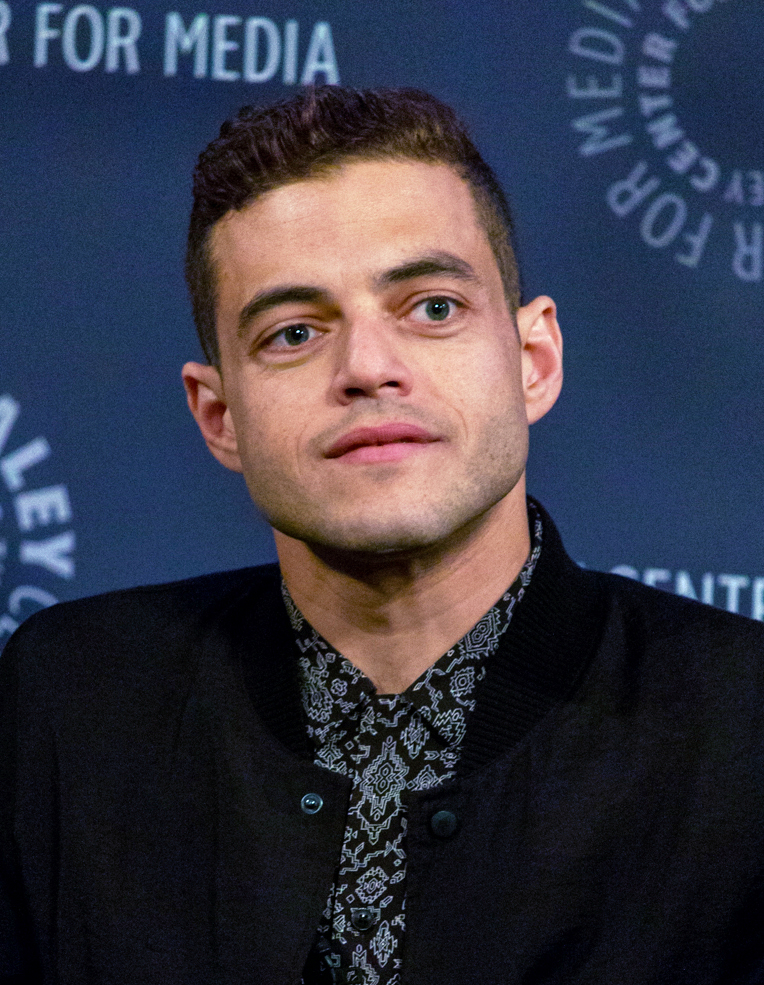
Rami Malek (2015)
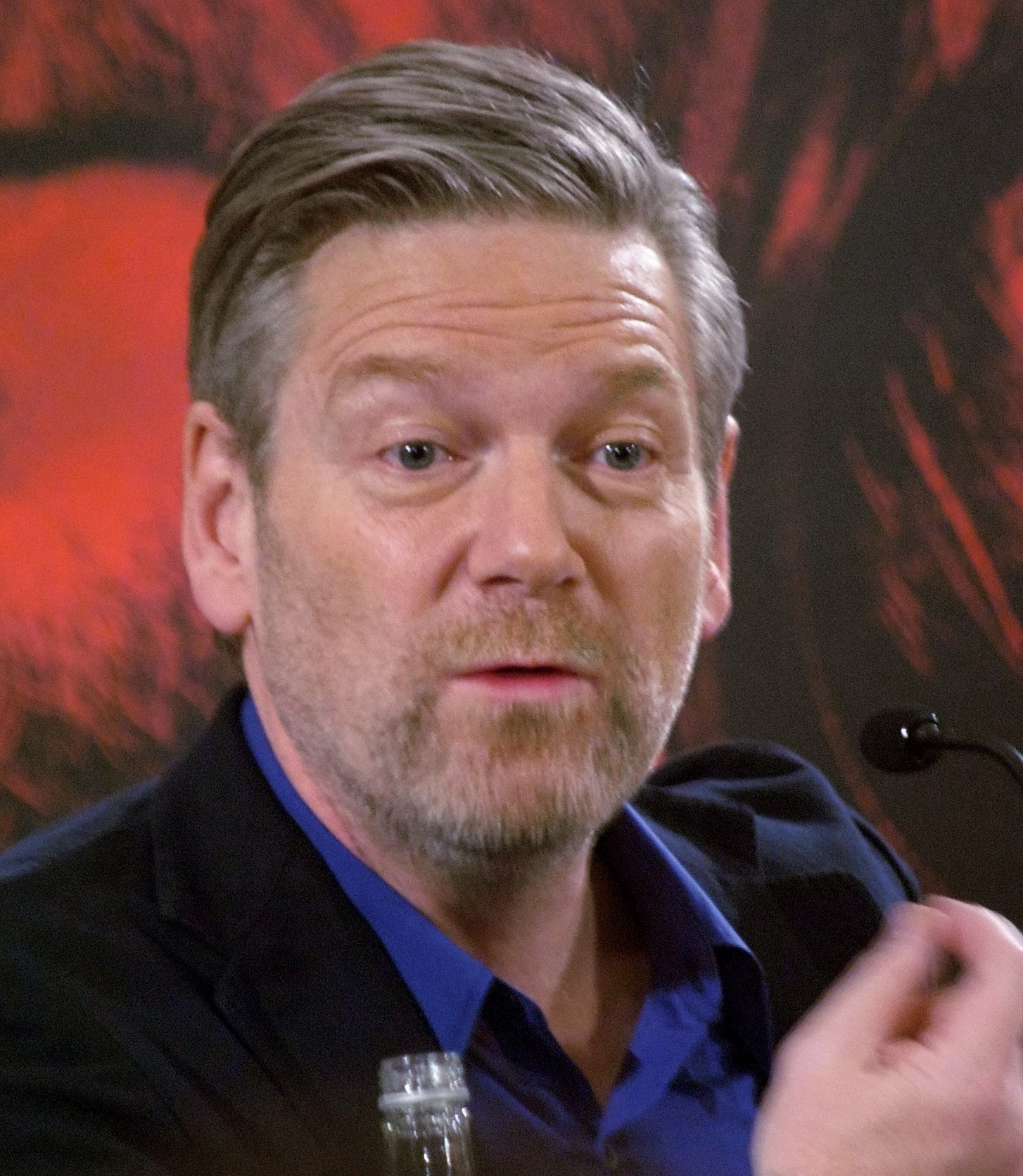
Kenneth Branagh (2011)

Die Hauptrolle übernahm Cillian Murphy, der damit zum sechsten Mal mit Nolan zusammenarbeitete und zum ersten Mal eine Hauptrolle bei ihm übernahm. Zur Vorbereitung las sich Murphy in das Leben Oppenheimers ein, wobei er ebenso Inspiration vom Auftreten David Bowies in den 1970er Jahren bezog. Der Casting-Prozess verlief geheim, und einige Schauspieler erfuhren erst bei Vertragsunterzeichnung, welche Rolle sie spielen würden. Emily Blunt, Robert Downey Jr. und Matt Damon akzeptierten Gagen in Höhe von je 4 Millionen US-Dollar anstelle der für sie üblichen 10 bis 20 Millionen US-Dollar je Film. Im November 2021 wurden Rami Malek, Benny Safdie und Florence Pugh für Oppenheimer besetzt, und im Januar 2022 wurde das Mitwirken von Josh Hartnett und Jack Quaid öffentlich, ehe im Februar 2022 zudem Dane DeHaan, Dylan Arnold, Olli Haaskivi, Matthew Modine, Kenneth Branagh, Alden Ehrenreich, David Krumholtz und David Dastmalchian als Besetzung bekannt gegeben wurden. Weitere Bekanntgaben verkündeten das Mitwirken von James D’Arcy, Michael Angarano, Jason Clarke, Louise Lombard, David Rysdahl, Guy Burnet, Danny Deferrari sowie Josh Peck, Harrison Gilbertson, Emma Dumont, Matthias Schweighöfer, Gustaf Skarsgård, Devon Bostick, Tony Goldwyn und Trond Fausa Aurvåg. Im April 2022 ergänzten Olivia Thirlby, Christopher Denham, Josh Zuckerman und Gary Oldman den Cast. Abgerundet wurde das Ensemble durch Tom Conti, Jefferson Hall, Macon Blair, Harry Groener, Jack Cutmore-Scott, James Remar, Gregory Jbara, Tim DeKay und James Urbaniak sowie John Gowans, Will Roberts, Máté Haumann, Pat Skipper und Ted King. Michael Caine war hingegen zum ersten Mal seit Jahren an einem Nolan-Film nicht beteiligt.

### Dreharbeiten
Für den Film wurde eine Kombination von IMAX 65 mm und 65-mm-Film verwendet. Es ist zudem der erste Film, für den Teile in IMAX-Schwarzweiß-Analogfilm aufgenommen wurden. Dieser Schwarz-Weiß-Film wurde auf Wunsch von Christopher Nolan von Kodak speziell für diesen Film entwickelt.
Die Vorproduktion lief im Januar 2022 in New Mexico, wo in Santa Fe und Los Alamos ein zweitägiger Casting-Aufruf stattfand, bei dem Leute vorsprechen konnten, um die Rolle der Anwohner, des Militärpersonals und der Wissenschaftler zu spielen. Die Dreharbeiten begannen Ende Februar 2022 und dauerten bis Mai 2022 an; für das Szenenbild war Ruth De Jong gemeinsam mit der Set-Dekorateurin Claire Kaufman verantwortlich. Das Kostümbild verantwortete Ellen Mirojnick. Verantwortliche Maskenbildnerin war Luisa Abel.
In der zweiten April-Woche 2022 wurden Aufnahmen im Institute for Advanced Study in Princeton gemacht. Weitere Aufnahmen fanden in Kalifornien statt. Um das Oval Office von Präsident Harry S. Truman darzustellen, wollte man zunächst in der Nixon Presidental Library filmen, durch Terminprobleme wurde jedoch auf das Oval Office Set aus der Fernsehserie Veep – Die Vizepräsidentin (2012–2019) zurückgegriffen und dieses entsprechend umdekoriert.
Um den Trinity-Test so getreu wie möglich nachzubilden und um auf den Einsatz von Computergrafik zu verzichten, wurden echte Sprengstoffe bei den Dreharbeiten eingesetzt. Scott R. Fisher, Leiter der Spezialeffekte des Films, verwendete aus praktischen Gründen Miniaturen. Als Kulisse wurde eine Stadt im Stil der 1940er Jahre aufgebaut. Bei den Dreharbeiten war es Regisseur Nolan wichtig, den Film so subjektiv wie möglich, gleichsam aus Oppenheimers Sicht, zu drehen, einschließlich seiner Gedanken über die Art und Weise, wie er sich die Welt der Quantenphysik vorstellte. Daher schrieb Nolan das Drehbuch in der ersten Person, aus der Perspektive des Protagonisten Oppenheimer.

### Postproduktion und Soundtrack

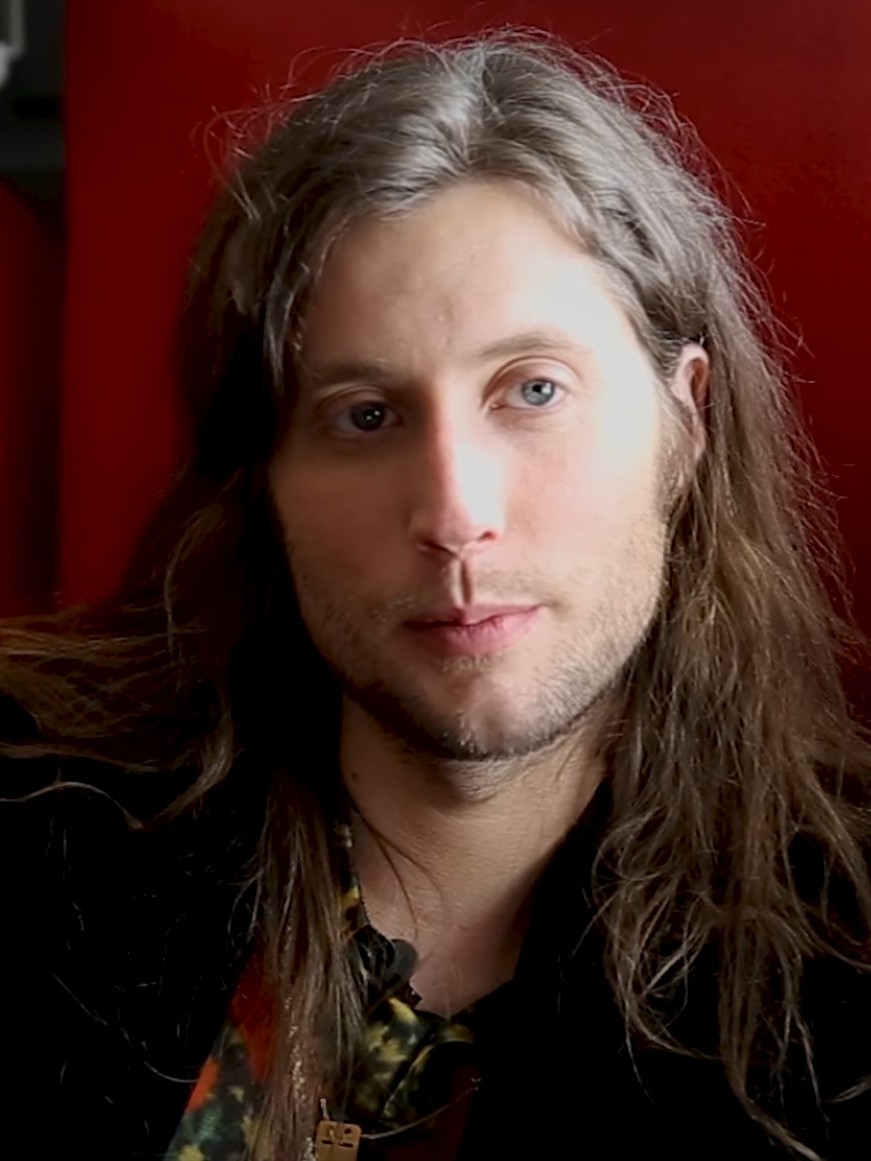
Ludwig Göransson komponierte zum zweiten Mal den Soundtrack zu einem Film von Nolan. (2018)

Die Erstellung der visuellen Effekte in der Postproduktion wurde an das Studio DNEG ausgelagert, mit dem Nolan zuvor bereits bei sieben Filmen zusammengearbeitet hatte. Andrew Jackson war beim Film Oppenheimer Supervisor für die visuellen Effekte.
Für den Tonschnitt zeichneten Richard King, Gary A. Rizzo, Kevin O’Connell und Willie D. Burton verantwortlich. Für King und Rizzo war es eine weitere Zusammenarbeit mit Nolan, nachdem sie bereits unter anderem an Prestige – Die Meister der Magie (2006), Inception (2010), Interstellar (2014) und Dunkirk (2017) mitwirkten.
Göransson komponierte zum zweiten Mal nach Tenet (2020) den Soundtrack, der vierundzwanzig Musikstücke umfasst und zeitgleich mit dem Start des Filmes in den US-amerikanischen Kinos am 21. Juli 2023 erschien. Nolan wies dabei Göransson an, die Violine für das zentrale Musikstück Oppenheimers zu verwenden.
| Nr.          | Titel                      | Länge |
| ------------ | -------------------------- | ----- |
| 1.           | Fission                    | 4:38  |
| 2.           | Can You Hear the Music     | 1:50  |
| 3.           | A Lowly Shoe Salesman      | 3:34  |
| 4.           | Quantum Mechanics          | 3:00  |
| 5.           | Gravity Swallows Light     | 3:30  |
| 6.           | Meeting Kitty              | 5:47  |
| 7.           | Groves                     | 3:03  |
| 8.           | Manhattan Project          | 3:01  |
| 9.           | American Prometheus        | 2:37  |
| 10.          | Atmospheric Ignition       | 3:28  |
| 11.          | Los Alamos                 | 2:38  |
| 12.          | Fusion                     | 3:55  |
| 13.          | Colonel Pash               | 4:57  |
| 14.          | Theorists                  | 3:14  |
| 15.          | Ground Zero                | 4:21  |
| 16.          | Trinity                    | 7:52  |
| 17.          | What We Have Done          | 5:45  |
| 18.          | Power Stays in the Shadows | 4:10  |
| 19.          | The Trial                  | 5:32  |
| 20.          | Dr. Hill                   | 4:23  |
| 21.          | Kitty Comes to Testify     | 4:52  |
| 22.          | Something More Important   | 3:25  |
| 23.          | Destroyer of Worlds        | 2:54  |
| 24.          | Oppenheimer                | 2:16  |
| Gesamtlänge: | Gesamtlänge:               | 94:42 |

Regisseur Steven Spielberg wurde im Rahmen einer privaten Vorführung als erstes der finale Schnitt des Films gezeigt.

### Verleih, Marketing und Veröffentlichung
Als Verleih fungiert Universal Pictures, womit Oppenheimer Nolans erster Film seit Memento (2000) ist, der nicht von Warner Bros. Pictures verliehen wird. Hintergrund waren Meinungsverschiedenheiten zwischen Regisseur und Warner hinsichtlich der Pläne des Verleihs zur gleichzeitigen Veröffentlichung von Nolans Werken im Kino sowie auf dem Streamingdienst Max.
Ein Teaser zum Film wurde ab 22. Juli 2022 in US-amerikanischen Kinos vor der Vorführung des Spielfilms Nope von Jordan Peele gezeigt. Im Dezember 2022 wurde der erste Trailer veröffentlicht. Eine geringfügig längere Fassung des Trailers wurde in den USA während IMAX-Kinovorstellungen von Avatar: The Way of Water gezeigt. Ein weiterer Trailer folgte am 8. Mai 2023.
Die Weltpremiere des Films fand am 11. Juli 2023 im Le Grand Rex in Paris statt. Zwei Tage danach wurde der Film trotz Streiks der SAG-AFTRA in London und am 17. Juli in New York aufgeführt. Der Kinostart erfolgte am 20. Juli 2023 in Deutschland und tags darauf in den USA. In der Schweiz war der Kinostart am 19. Juli in der Romandie, einen Tag später in der Deutschschweiz und am 23. August im Tessin.
In Russland und Japan erhielt der Film bisher keinen Kinostart. Im Dezember 2023 wurde jedoch bekannt, dass der Filmverleih Bitters End den Vertrieb des Films in Japan übernimmt, die Veröffentlichung erfolgte dort am 29. März 2024.
Zeitgleich zu Oppenheimer erschien der Film Barbie, was Internetnutzer zu Barbenheimer verbanden und der Idee, beide Filme als „double feature“ zu schauen.
Die Veröffentlichung auf DVD, Ultra HD Blu-ray Disc und Blu-ray Disc sowie digital erfolgte in den USA am 21. November 2023. Da bereits nach mehreren Tagen zwei der Formate ausverkauft waren, arbeitete Universal an der Nachlieferung der entsprechenden Formate. Am 22. November 2023 wurde der Film in Deutschland auf DVD und Blu-ray Disc veröffentlicht.
Nolan warb dabei verstärkt für die physischen Datenträger und merkte an, dass Firmen zu viel Kontrolle besäßen und eine Gefahr für die Erhaltung von Filmen darstellten, wenn die Filme nur digital oder durch Streaminganbieter verfügbar wären.

## Synchronisation
Die deutschsprachige Synchronisation entstand bei FFS Film- & Fernseh-Synchron in Berlin nach einem Dialogbuch von Tobias Neumann und unter der Dialogregie von Christoph Cierpka.
| Rolle                     | Schauspieler          | Synchronsprecher      |
| ------------------------- | --------------------- | --------------------- |
| Robert Oppenheimer        | Cillian Murphy        | Norman Matt           |
| Kitty Oppenheimer         | Emily Blunt           | Bianca Krahl          |
| Leslie R. Groves          | Matt Damon            | Simon Jäger           |
| Lewis Strauss             | Robert Downey Jr.     | Tobias Meister        |
| Jean Tatlock              | Florence Pugh         | Marie-Isabel Walke    |
| Ernest Lawrence           | Josh Hartnett         | Sven Gerhardt         |
| Boris Pash                | Casey Affleck         | Björn Schalla         |
| David L. Hill             | Rami Malek            | Bastian Sierich       |
| Niels Bohr                | Kenneth Branagh       | Martin Umbach         |
| Edward Teller             | Benny Safdie          | Torben Liebrecht      |
| Roger Robb                | Jason Clarke          | Tobias Kluckert       |
| Frank Oppenheimer         | Dylan Arnold          | Sebastian Fitzner     |
| Hans Bethe                | Gustaf Skarsgård      | Nic Romm              |
| Isidor Isaac Rabi         | David Krumholtz       | Pierre Peters-Arnolds |
| Vannevar Bush             | Matthew Modine        | Philipp Moog          |
| Albert Einstein           | Tom Conti             | Hans Hohlbein         |
| William Borden            | David Dastmalchian    | Marius Clarén         |
| Robert Serber             | Michael Angarano      | Roland Wolf           |
| Richard Feynman           | Jack Quaid            | Hannes Maurer         |
| Kenneth Bainbridge        | Josh Peck             | Manuel Straube        |
| Lilli Hornig              | Olivia Thirlby        | Jana Kozewa           |
| Kenneth Nichols           | Dane DeHaan           | Patrick Roche         |
| Enrico Fermi              | Danny Deferrari       | David Brizzi          |
| Strauss’ Berater im Senat | Alden Ehrenreich      | Florian Clyde         |
| Haakon Chevalier          | Jefferson Hall        | Sascha Rotermund      |
| Patrick Blackett          | James D’Arcy          | Frank Schaff          |
| Gordon Gray               | Tony Goldwyn          | Peter Flechtner       |
| Seth Neddermeyer          | Devon Bostick         | Ricardo Richter       |
| Luis Walter Alvarez       | Alex Wolff            | Patrick Baehr         |
| Strauss’ Anwalt           | Scott Grimes          | Bernhard Völger       |
| Giovanni Rossi Lomanitz   | Josh Zuckerman        | Nico Sablik           |
| Werner Heisenberg         | Matthias Schweighöfer | Matthias Schweighöfer |
| Klaus Fuchs               | Christopher Denham    | André Röhner          |
| Ruth Tolman               | Louise Lombard        | Katrin Zimmermann     |
| Philip Morrison           | Harrison Gilbertson   | Philipp Lind          |
| Jackie Oppenheimer        | Emma Dumont           | Alice Bauer           |
| George Kistiakowsky       | Trond Fausa Aurvåg    | Jaron Löwenberg       |
| Edward Condon             | Olli Haaskivi         | Konrad Bösherz        |
| Harry S. Truman           | Gary Oldman           | Udo Schenk            |
| Lloyd Garrison            | Macon Blair           | Leonhard Mahlich      |
| Gale W. McGee             | Harry Groener         | Reinhard Kuhnert      |
| Lyall Johnson             | Jack Cutmore-Scott    | Jannik Endemann       |
| Henry L. Stimson          | James Remar           | Tom Vogt              |
| Warren Magnuson           | Gregory Jbara         | Lutz Riedel           |
| John Pastore              | Tim DeKay             | Stephan Hoffmann      |
| Kurt Gödel                | James Urbaniak        | Elmar Gutmann         |
| Richard Tolman            | Tom Jenkins           | Stephan Baumecker     |
| Ward Evans                | John Gowans           | Friedhelm Ptok        |
| George C. Marshall        | Will Roberts          | Erik Schäffler        |
| Leó Szilárd               | Maté Haumann          | Christian Gaul        |
| James F. Byrnes           | Pat Skipper           | Frank Muth            |
| Edward L. Bartlett        | Ted King              | Axel Lutter           |

## Rezeption

### Altersfreigabe
In den USA erhielt Oppenheimer von der MPAA die Altersfreigabe R. In Deutschland vergab die FSK eine Freigabe ab 12 Jahren.

### Kritiken
Von den 512 bei Rotten Tomatoes verzeichneten Kritiken fielen 93 % positiv aus, wobei Oppenheimer eine durchschnittliche Bewertung von 8,6 von 10 Punkten erhielt. Bei Metacritic erhielt der Film, basierend auf 69 Kritiken, einen Metascore von 90 von 100 möglichen Punkten. Damit schnitt der Film bei englischsprachigen Kritikern leicht besser ab als die am selben Tag startende Filmkomödie Barbie.
Björn Becher von Filmstarts vergibt 4,5 von 5 Sternen und vermerkt, Oppenheimer sei kein sprödes Biopic: „Während sich Oppenheimer in der Abgeschiedenheit von Los Alamos immer mehr in die Aufgabe hineinsteigert, die Atombombe zu erfinden, verlieren wir uns als Publikum in Nolans audiovisueller Überwältigung.“
Auch Simone Lo Bartolo von der Zeitschrift GQ zieht ein positives Fazit, erkennt jedoch auch „Schwierigkeiten, mit denen das epochale Biopic zu kämpfen hat“. Es seien nämlich die gleichen Schwierigkeiten, die Nolans letzten Film, Tenet, zum Gehirnsport gemacht hätten: „Nicht lineares Storytelling, in sich hinein verschachtelte Handlungsstränge, sprunghafte Szenenwechsel in einer ohnehin schon sehr komplexen Thematik.“ Nolan wage erneut einen Seiltanz, den er wie in Tenet zwar zweifellos stolpernd, aber dennoch zufriedenstellend vollende. „Wenn in Oppenheimer die verheerende Kraft der Atombombe entfesselt wird und die Kinoleinwand in ein Meer aus flammenden Blitzen und einer überwältigenden Explosion getaucht wird, verschmilzt der Atem der Zuschauer mit der Stille des Kinosaals. Nolan hat es geschafft, einen völlig absehbaren Moment derart epochal aufzubauen […]“
Kino.de-Redakteur Andreas Engelhardt empfindet den Film als überladen: „Nolan hat sich auch keinen Gefallen damit getan, sich so viel in ‚Oppenheimer‘ vorzunehmen.“ Redaktionskollegin Anne Nauditt sieht das anders und legt ein Augenmerk auf starke sinnliche Eindrücke. Mit seiner Bild- und Tongewalt ziehe Christopher Nolan das Publikum von der ersten Minute an in die eindrucksvolle Welt der Physik – manchmal ruhig, still und leise, manchmal aber auch brachial und ungestüm. „Oppenheimer hat mich drei volle Stunden gefesselt, beeindruckt, an den richtigen Stellen zum Schmunzeln gebracht, mir Furcht eingeflößt und mich letztendlich mit einem mulmigen Gefühl entlassen.“
Florian Eichel von der Wochenzeitung Die Zeit zeigte sich enttäuscht. Nolans komplizierte Erzählweise münde nicht wie sonst in spektakuläre Bilder, in den drei Stunden, die der Film dauere, gebe es selten „mehr zu sehen als halogenverstrahlte Räume, in denen sich angespannte Männer wahlweise über Quantenphysik oder Antikommunismus unterhalten.“ Oppenheimers Psyche bleibe undurchsichtig, die Kameraeinstellungen wiederholten sich. Insgesamt sei der Film „ein brillanter einstündiger Film über die blutige Moralität des Krieges, eingezwängt in einen zweistündigen Reisrand langatmigster Exposition“.
Auch Fabian Tietke von der Tageszeitung taz war enttäuscht. Der sonst so komplexitätsfreudige Nolan habe aus der bis heute faszinierenden Geschichte Oppenheimers „leider nur […] einen etwas biederen, soliden, sehr epischen und sehr vom Geniekult geprägten Film“ gemacht.
Detlev zum Winkel kritisiert in Faust-Kultur die seiner Ansicht nach irreführende Verknüpfung von Atombombentechnik und Quantenphysik: „Aber was hat die Atombombe mit der Quantenphysik zu tun? (...) Quantenphysik ist ungefähr das Letzte, worüber sich Oppenheimer und sein Team den Kopf zerbrochen haben.“ Auch die Darstellung der Rolle Einsteins im Film sei, so behauptet er, falsch: „Seine gegenüber NYT geäußerte These, Oppenheimer habe Einsteins Arbeit fortgesetzt, ist dummes Zeug. Da diese Konstruktion für Nolan ‚grundlegend‘ ist, gibt es in diesem Film etwas grundlegend Falsches.“
Die Internationale Kampagne zur Abschaffung von Atomwaffen kritisiert in ihrer Rezension, dass man in dem Film nichts über die Opfer der Bombe erfahre.
Daneben meldeten sich auch mehrere Filmemacher zu Wort und drückten ihr Lob aus, so Oliver Stone, Paul Schrader, Denis Villeneuve und Steven Soderbergh. Spike Lee zeigte sich ebenfalls positiv gestimmt, bemerkte aber, Oppenheimer hätte auch die Folgen für die Japaner zeigen müssen, gemessen an der Länge des Films. Kritischer zeigte sich in einem späteren Fazit James Cameron, demnach sich der Film in der Sache Oppenheimer und die verursachten Schäden des Atombombenabwurfs von der Thematik wegducken würde.
Der Regisseur Takashi Yamazaki erklärte, er wolle als Person von japanischer Herkunft und Abstammung der Thematik einen anderen Film widmen, wenn der Tag komme.

### Historische Genauigkeit
Oppenheimer wurde in Bezug auf das gezeigte Geschehen für viele akkurate Darstellungen gelobt, obgleich mehrere Änderungen und anderweitige Ergänzungen vorgenommen wurden. So fanden die Gespräche mit Einstein nicht in der Realität statt, auch trug Oppenheimer seine Sorgen nicht ihm, sondern dem Physiker Karl Taylor Compton vor. Historiker merkten zudem den Gebrauch einer falschen US-Flagge an, welche zum Zeitpunkt der Handlung zwei Sterne weniger aufweisen müsse, da Hawaii und Alaska erst viel später zu Bundesstaaten wurden.
Die versuchte Vergiftung seines Dozenten Blackett wird von Bird und Sherwin in ihrem Werk sowie von Ray Monk in dessen Biografie von Oppenheimer A Life Inside the Center erwähnt, ob sie jedoch wirklich geschah, ist unklar. Der Enkel Oppenheimers, Charles Oppenheimer, äußerte seinen Unmut über diese Szene, lastete dies aber mehr der Biografie als Nolan und dem Film an.
Die abwertende Bezeichnung Oppenheimers als „Crybaby“ seitens Präsident Truman im englischen Original entspricht hingegen der Wahrheit, Truman gebrauchte die Bezeichnung allerdings nicht im direkten Gespräch, sondern in einem Brief an den Politiker Dean Acheson. Neben Mitarbeitern in Los Alamos zeigten auch Mitarbeiter an anderen Standorten wie der University of Chicago Zweifel und Sorgen hinsichtlich der Atombombe. Der Wissenschaftler Scott Sagan merkte an, der Film sei für einen Film aus Hollywood recht akkurat und lobte unter anderem die Darstellung der Naivität mancher Figuren wie Truman; trotzdem bemerkte er, die politische Tragödie um das Wettrüsten wäre im Film weniger klar geworden.

### Kontroverse und Zensur
Nach Kritik einiger Länder aus dem asiatischen Raum an freizügigen Szenen von Darstellerin Florence Pugh gab Universal Pictures dort eine bearbeitete Fassung heraus, in der ein computergeneriertes schwarzes Kleid hinzufügt wurde.
Aus Indien kam ebenfalls Kritik an einer Liebesszene mit Pughs Figur und Oppenheimer, in der dieser zwischendurch aus der Bhagavad Gita vorliest; gefordert wurde die Löschung der Szene. Der Journalist Uday Mahurkar ging einen Schritt weiter und veröffentlichte auf Twitter einen offenen Brief an Nolan, in dem er die Szene als „direkten Angriff auf den Glauben von Milliarden toleranter Hindus“ bezeichnete und die Entfernung dieser aus allen weltweit veröffentlichten Fassungen forderte.

### Einspielergebnis
Zum Startwochenende konnte Oppenheimer weltweit 174,2 Millionen US-Dollar einnehmen, davon 80,5 Millionen in den USA und 93,7 Millionen in anderen Ländern. Der Film erreichte damit auch die dritthöchsten Einnahmen am Startwochenende eines von Nolan verantworteten Filmes nach The Dark Knight (2008) sowie The Dark Knight Rises (2012) und überschritt die 500 Millionen US-Dollar, wodurch er das höchste Einspielergebnis eines Filmes mit Bezug zum Zweiten Weltkrieg erzielte. Anfang September überholte er Deadpool 2 (2018) und belegt somit den zweiten Platz der finanziell erfolgreichsten R-Rating-Filme. Mitte September erreichte er bereits die 900 Millionen US-Dollar und verdrängte zudem Bohemian Rhapsody (2017) als finanziell erfolgreichste Filmbiografie.
Trotz anhaltender Kontroversen und spätem Start in Japan verzeichnete Oppenheimer am dortigen Startwochenende 2,5 Millionen US-Dollar und konnte den dritten Platz der Kino-Charts für sich beanspruchen.
Die weltweiten Einnahmen aus Kinovorführungen belaufen sich auf 977 Millionen US-Dollar und steht somit auf Platz 61 (Stand: 19. April 2025) in der Liste der weltweit erfolgreichsten Filme, von denen der Film 329,9 Millionen US-Dollar im nordamerikanischen Raum erwirtschaften konnte. In Deutschland verzeichnete der Film ca. 4,25 Millionen Kinobesucher, durch die er rund 48 Millionen Euro einspielen konnte und auf Platz drei der erfolgreichsten Filme des Jahres 2023 steht.

### Auszeichnungen
Im Rahmen der Oscarverleihung 2024 wurde der Film im Vorfeld in die Shortlists der Kategorien Bestes Make-up, Beste Filmmusik und Bester Ton aufgenommen. Auszeichnungen erfolgten schließlich für den Besten Film, die Beste Regie, den Besten Hauptdarsteller, den Besten Nebendarsteller, die Beste Kamera, den Besten Schnitt sowie die Beste Filmmusik. Vom American Film Institute wurde Oppenheimer in die Liste der zehn herausragendsten Filme des Jahres 2023 aufgenommen. Im IndieWire Critics Poll des Jahres 2023 landete Oppenheimer auf dem zweiten Platz. Im Folgenden eine Auswahl von weiteren Nominierungen und Auszeichnungen.
AACTA International Awards 2024
- Nominierung als Bester Film
- Auszeichnung für die Beste Regie (Christopher Nolan)
- Nominierung für das Beste Drehbuch (Christopher Nolan)
- Auszeichnung als Bester Hauptdarsteller (Cillian Murphy)
- Nominierung als Bester Nebendarsteller (Matt Damon)
- Nominierung als Bester Nebendarsteller (Robert Downey Jr.)

AAFCA Awards 2024
- Aufnahme in die Top 10 Filme

Alliance of Women Film Journalists Awards 2024
- Nominierung als Bester Film
- Nominierung für das Beste adaptierte Drehbuch (Christopher Nolan)
- Nominierung als Bester Hauptdarsteller (Cillian Murphy)
- Nominierung als Bester Nebendarsteller (Robert Downey Jr.)
- Nominierung als Bestes Schauspielensemble (John Papsidera)
- Nominierung für die Beste Kamera (Hoyte van Hoytema)
- Nominierung für den Besten Schnitt (Jennifer Lame)

Art Directors Guild Awards 2024
- Auszeichnung für das Beste Szenenbild in einem Historienfilm (Ruth De Jong)

Artios Awards 2024
- Nominierung für das Beste Casting in einem Filmdrama (John Papsidera)[148]

ASC Awards 2024
- Auszeichnung für die Beste Kameraarbeit in einem Kinofilm (Hoyte van Hoytema)

Austin Film Critics Association Awards 2024
- Nominierung als Bester Film
- Auszeichnung für die Beste Regie (Christopher Nolan)
- Auszeichnung als Bester Schauspieler (Cillian Murphy)
- Auszeichnung als Bester Nebendarsteller (Robert Downey Jr.)
- Nominierung als Beste Nebendarstellerin (Emily Blunt)
- Auszeichnung als Bestes Ensemble
- Auszeichnung für das Beste adaptierte Drehbuch (Christopher Nolan)
- Auszeichnung für die Beste Kamera (Hoyte van Hoytema)
- Auszeichnung für den Besten Filmschnitt (Jennifer Lame)
- Auszeichnung für die Beste Filmmusik (Ludwig Göransson)

Boston Society of Film Critics Awards 2023
- Runner-up für die Beste Regie (Christopher Nolan)
- Runner-up als Bester Hauptdarsteller (Cillian Murphy)
- Runner-up als Bester Nebendarsteller (Robert Downey Jr.)
- Auszeichnung für das Beste Schauspielensemble
- Runner-up für den Besten Schnitt (Jennifer Lame)

British Academy Film Awards
- Auszeichnung als Bester Film (Christopher Nolan, Charles Roven & Emma Thomas)
- Auszeichnung für die Beste Regie (Christopher Nolan)
- Nominierung für das Beste adaptierte Drehbuch (Christopher Nolan)
- Auszeichnung als Bester Hauptdarsteller (Cillian Murphy)
- Auszeichnung als Bester Nebendarsteller (Robert Downey Jr.)
- Nominierung als Beste Nebendarstellerin (Emily Blunt)
- Auszeichnung für die Beste Filmmusik (Ludwig Göransson)
- Auszeichnung für die Beste Kamera (Hoyte van Hoytema)
- Nominierung für das Beste Szenenbild (Ruth De Jong und Claire Kaufman)
- Auszeichnung für den Besten Schnitt (Jennifer Lame)
- Nominierung für den Besten Ton (Willie D. Burton, Richard King, Kevin O’Connell und Gary A. Rizzo)
- Nominierung für das Beste Kostümdesign (Ellen Mirojnick)
- Nominierung für das Beste Make-up (Luisa Abel, Jaime Leigh McIntosh, Jason Hamer und Ahou Mofid)

British Society of Cinematographers Awards 2024
- Nominierung für die Beste Kameraarbeit in einem Kinofilm (Hoyte van Hoytema)

César 2024
- Nominierung als Bester ausländischer Film[161][162]

Chicago Film Critics Association Awards 2023
- Nominierung als Bester Film
- Auszeichnung für die Beste Regie (Christopher Nolan)
- Nominierung als Bester Hauptdarsteller (Cillian Murphy)
- Nominierung als Bester Nebendarsteller (Robert Downey Jr.)
- Nominierung für das Beste adaptierte Drehbuch (Christopher Nolan)
- Nominierung für das Beste Szenenbild (Ruth De Jong und Claire Kaufman)
- Auszeichnung für die Beste Kamera (Hoyte van Hoytema)
- Auszeichnung für den Besten Schnitt (Jennifer Lame)
- Nominierung für die Beste Filmmusik (Ludwig Göransson)
- Nominierung für die Besten visuellen Effekte (Andrew Jackson, Giacomo Mineo, Scott Fisher und Dave Drzewiecki)

Critics’ Choice Movie Awards 2024
- Auszeichnung als Bester Film
- Auszeichnung für die Beste Regie (Christopher Nolan)
- Nominierung für das Beste adaptierte Drehbuch (Christopher Nolan)
- Nominierung als Bester Hauptdarsteller (Cillian Murphy)
- Auszeichnung als Bester Nebendarsteller (Robert Downey Jr.)
- Nominierung als Beste Nebendarstellerin (Emily Blunt)
- Auszeichnung als Bestes Schauspielensemble
- Auszeichnung für die Beste Kamera (Hoyte van Hoytema)
- Auszeichnung für die Beste Filmmusik (Ludwig Göransson)
- Auszeichnung für den Besten Schnitt (Jennifer Lame)
- Nominierung für das Beste Szenenbild (Ruth De Jong und Claire Kaufman)
- Nominierung für das Beste Make-up und die besten Frisuren
- Auszeichnung für die Besten visuellen Effekte

Directors Guild of America Awards 2024
- Auszeichnung für die Beste Regie an einem Kinofilm (Christopher Nolan)

Eddie Awards 2024
- Auszeichnung für den Besten Schnitt in einem Filmdrama (Jennifer Lame)

Federation of American Scientists
- Auszeichnung mit dem Public Service Award (Christopher Nolan)

Golden Globe Awards 2024
- Auszeichnung als Bester Film – Drama
- Auszeichnung für die Beste Regie (Christopher Nolan)
- Nominierung für das Beste Drehbuch (Christopher Nolan)
- Auszeichnung als Bester Hauptdarsteller – Drama (Cillian Murphy)
- Auszeichnung als Bester Nebendarsteller (Robert Downey Jr.)
- Nominierung als Beste Nebendarstellerin (Emily Blunt)
- Auszeichnung für die Beste Filmmusik (Ludwig Göransson)
- Nominierung als Cinematic and Box Office Achievement

Golden Reel Awards 2024
- Auszeichnung in der Kategorie Outstanding Achievement in Sound Editing – Feature Dialogue / ADR (Richard King, David Bach, Russell Farmarco und Albert Gasser)
- Auszeichnung in der Kategorie Outstanding Achievement in Sound Editing – Feature Effects / Foley (Richard King, Michael Mitchell, Randy Torres, Christopher Flick, Dan O’Connell und John Cucci)
- Nominierung in der Kategorie Outstanding Achievement in Music Editing – Feature Motion Picture (Amanda Goodpaster, Felipe Pacheco und Alex Gibson)

Golden Tomato Awards 2024
- Auszeichnung als Bester Film
- Auszeichnung als Bester breitveröffentlichter Film
- Auszeichnung als Bestes Filmdrama

Golden Trailer Awards
- Auszeichnung für den Besten Tonschnitt eines TV-Spots[178]
- Auszeichnung für den Besten TV-Spot eines Dramas
- Auszeichnung für den Besten Trailer eines Sommer Blockbusters
- Nominierung für den Besten Trailer eines Thrillers
- Nominierung für den Besten TV-Spot eines Thrillers[179]

Grammy Awards 2024
- Auszeichnung als Bester komponierter Soundtrack für visuelle Medien (Ludwig Göransson)

Kansas City Film Critics Circle Awards 2024
- Auszeichnung als Bester Film
- Auszeichnung für die Beste Regie (Christopher Nolan)
- Auszeichnung für den Besten Hauptdarsteller (Cillian Murphy)
- Auszeichnung für den Besten Nebendarsteller (Robert Downey Jr.)
- Auszeichnung für die Beste Kamera (Hoyte van Hoytema)
- Auszeichnung für die Beste Filmmusik (Ludwig Göransson)

London Critics’ Circle Film Awards 2024
- Nominierung als Bester Film
- Nominierung für die Beste Regie (Christopher Nolan)
- Nominierung für das Beste Drehbuch (Christopher Nolan)
- Nominierung als Bester Hauptdarsteller (Cillian Murphy)
- Nominierung als Bester britischer Darsteller (Cillian Murphy)
- Nominierung als Bester Nebendarsteller (Robert Downey Jr.)
- Nominierung für die Beste technische Leistung (Andrew Jackson)[185]

Los Angeles Film Critics Association Awards 2023
- Runner-up als Bester Film[186]

Make-Up Artists and Hair Stylists Guild Awards 2024
- Nominierung in der Kategorie Best Period and/or Character Make-Up (Luisa Abel, Jason Hamer, Kerrin Jackson und Jamie Loree Hess)

National Board of Review Awards 2023
- Aufnahme in die Top-Ten-Filme[189]

National Society of Film Critics Awards 2024
- Runner-up als Bester Film
- Runner-up für die Beste Regie (Christopher Nolan)
- Runner-up als Bester Hauptdarsteller (Cillian Murphy)
- Runner-up als Bester Nebendarsteller (Robert Downey Jr.)
- Runner-up für die Beste Kamera (Hoyte van Hoytema)

New York Film Critics Circle Awards 2023
- Auszeichnung für die Beste Regie (Christopher Nolan)
- Auszeichnung für die Beste Kamera (Hoyte van Hoytema)

Online Film Critics Society Awards 2024
- Auszeichnung als Bester Film
- Auszeichnung für die Beste Regie (Christopher Nolan)
- Nominierung als Bester Hauptdarsteller (Cillian Murphy)
- Auszeichnung als Bester Nebendarsteller (Robert Downey Jr.)
- Nominierung als Beste Nebendarstellerin (Emily Blunt)
- Auszeichnung für das Beste adaptierte Drehbuch (Christopher Nolan)
- Auszeichnung für die Beste Kamera (Hoyte van Hoytema)
- Auszeichnung für den Besten Schnitt (Jennifer Lame)
- Nominierung für das Beste Kostümdesign (Ellen Mirojnick)
- Nominierung für das Beste Szenenbild (Ruth De Jong)
- Auszeichnung für die Beste Filmmusik (Ludwig Göransson)
- Auszeichnung für die Besten visuellen Effekte

Oscarverleihung 2024
- Auszeichnung als Bester Film (Emma Thomas, Charles Roven und Christopher Nolan)
- Auszeichnung für die Beste Regie (Christopher Nolan)
- Auszeichnung als Bester Hauptdarsteller (Cillian Murphy)
- Auszeichnung als Bester Nebendarsteller (Robert Downey Jr.)
- Nominierung als Beste Nebendarstellerin (Emily Blunt)
- Auszeichnung für die Beste Kamera (Hoyte van Hoytema)
- Auszeichnung für den Besten Schnitt (Jennifer Lame)
- Nominierung für das Beste adaptierte Drehbuch (Christopher Nolan)
- Auszeichnung für die Beste Filmmusik (Ludwig Göransson)
- Nominierung für das Beste Szenenbild (Ruth De Jong und Claire Kaufman)
- Nominierung für das Beste Kostümdesign (Ellen Mirojnick)
- Nominierung für das Beste Make-up und die besten Frisuren (Luisa Abel)
- Nominierung für den Besten Ton (Willie D. Burton, Richard King, Kevin O’Connell und Gary A. Rizzo)

Palm Springs International Film Festival 2024
- Auszeichnung mit dem Desert Palm Achievement Award (Cillian Murphy)

People’s Choice Awards 2024
- Nominierung als Bester Film
- Auszeichnung als Bestes Filmdrama
- Nominierung als Bester Darsteller (Cillian Murphy)
- Nominierung als Bester Darsteller in einem Filmdrama (Cillian Murphy)
- Nominierung als Beste Darstellerin (Florence Pugh)
- Nominierung als Beste Darstellerin in einem Filmdrama (Florence Pugh)

Producers Guild of America Awards 2024
- Auszeichnung mit dem Producers Guild of America Award – Bester Kinofilm (Emma Thomas, Charles Roven und Christopher Nolan)[199][200]

Satellite Awards 2023
- Auszeichnung als Bester Film
- Auszeichnung für die Beste Regie (Christopher Nolan)
- Auszeichnung als Bester Hauptdarsteller (Cillian Murphy)
- Nominierung als Bester Nebendarsteller (Robert Downey Jr.)
- Nominierung als Beste Nebendarstellerin (Emily Blunt)
- Auszeichnung für das Beste Ensemble
- Nominierung für das Beste adaptierte Drehbuch (Christopher Nolan)
- Nominierung für die Beste Kamera (Hoyte van Hoytema)
- Nominierung für den Besten Filmschnitt (Jennifer Lame)
- Nominierung für das Beste Szenenbild (Ruth De Jong & Claire Kaufman)
- Nominierung für das Beste Kostümdesign (Ellen Mirojnick)
- Nominierung für die Beste Filmmusik (Ludwig Göransson)
- Nominierung für den Besten Tonschnitt (Richard King, Gary A. Rizzo, Kevin O’Connell & Willie D. Burton)
- Nominierung für die Besten visuellen Effekte (Andrew Jackson, Giacomo Mineo, Scott R. Fisher & Dave Drzewiecki)

Saturn-Award-Verleihung 2024
- Auszeichnung als Bester Thriller
- Nominierung für die Beste Regie (Christopher Nolan)
- Nominierung für das Beste Drehbuch (Christopher Nolan)
- Nominierung als Bester Hauptdarsteller (Cillian Murphy)
- Nominierung als Bester Nebendarsteller (Robert Downey Jr.)
- Auszeichnung als Beste Nebendarstellerin (Emily Blunt)
- Auszeichnung für den Besten Schnitt (Jennifer Lame)
- Nominierung für das Beste Make-up (Luisa Abel & Jason Hamer)
- Nominierung für das Beste Szenenbild (Ruth De Jong)
- Nominierung für die Besten Kostüme (Ellen Mirojnick)
- Nominierung für die Besten Effekte (Andrew Jackson, Giacomo Mineo, Scott Fisher & Dave Drzewiecki)
- Auszeichnung für den Visionary Award (Christopher Nolan)

Screen Actors Guild Awards 2024
- Auszeichnung als Bester Hauptdarsteller (Cillian Murphy)
- Auszeichnung als Bester Nebendarsteller (Robert Downey Jr.)
- Nominierung als Beste Nebendarstellerin (Emily Blunt)
- Auszeichnung als Bestes Schauspielensemble (Casey Affleck, Emily Blunt, Kenneth Branagh, Matt Damon, Robert Downey Jr., Josh Hartnett, Cillian Murphy & Florence Pugh)

Society of Composers & Lyricists Awards 2024
- Auszeichnung in der Kategorie Outstanding Original Score for a Studio Film (Ludwig Göransson)[208][209][210]

Sundance Film Festival 2024
- Auszeichnung mit dem Trailblazer Award (Christopher Nolan)

Toronto Film Critics Association Awards 2023
- Runner-up als Bester Nebendarsteller (Robert Downey Jr.)[212]

USC Libraries Scripter Awards 2024
- Nominierung für das Beste adaptierte Drehbuch (Christopher Nolan)

Visual Effects Society Awards 2024
- Auszeichnung für die Besten Spezialeffekte in einem fotorealistischen Spielfilm (Scott Fisher, James Rollins & Mario Vanillo)
- Nominierung für die Herausragenden visuellen Effekte in einem fotorealistischen Spielfilm (Andrew Jackson, Giacomo Mineo, Mike Chambers, Dave Drzewiecki & Scott Fisher)

Writers Guild of America Awards 2024
- Nominierung für das Beste adaptierte Drehbuch (Christopher Nolan)

Die Deutsche Film- und Medienbewertung zeichnete den Film mit dem Prädikat „besonders wertvoll“ aus. Bei den Hollywood Critics Association Midseason Film Awards war Oppenheimer in der Kategorie Most Anticipated Film nominiert, unterlag jedoch seinem Konkurrenten Barbie.